# Trio Lorenz
Trio Lorenz je klavirski trio v zasedbi: Tomaž Lorenz (violina), Matija Lorenz (violončelo) in Primož Lorenz (klavir).
Trije bratje v tej komorni zasedbi sodelujejo od leta 1954, kar postavlja ansambel po stažu delovanja na prvo mesto v slovenskem merilu. V polovici stoletja so izvedli takorekoč vso svetovno literaturo za klavirski trio in krstili množico slovenskih skladb. Ansambel je prejel več nagrad, med drugimi dve nagradi Prešernovega sklada (1974 in 1995), leta 1979 pa Red zaslug za narod s srebrnimi žarki.